# Atherigona longiseta
Atherigona longiseta är en tvåvingeart som beskrevs av Malloch 1924. Atherigona longiseta ingår i släktet Atherigona och familjen husflugor. Inga underarter finns listade i Catalogue of Life.